# مرصد الغلاف الجوي العالمي

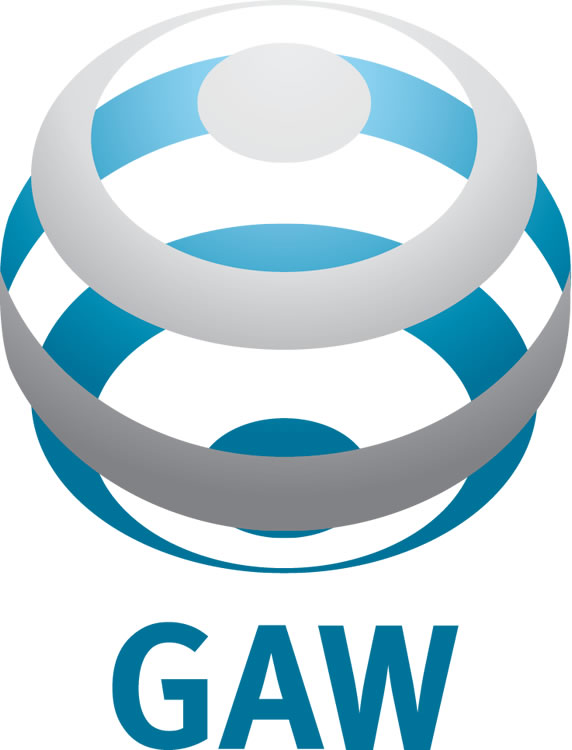

مراقبة الغلاف الجوي العالمي هو نظام في جميع أنحاء العالم التي وضعتها المنظمة العالمية للأرصاد الجوية (وكالة الأمم المتحدة) لرصد الاتجاهات في الغلاف الجوي للأرض. ونشأت مخاوف من أصل حالة الغلاف الجوي في 1960.

## بعثة
بعثة مراقبة الغلاف الجوي العالمي واضحة تماما، ويتألف من ثلاث نقاط موجزة:
1. لجعل موثوق بها، الملاحظات شاملة من التركيب الكيميائي والخصائص الفيزيائية مختارة من الغلاف الجوي على النطاقين العالمي والإقليمي؛
2. لتزويد المجتمع العلمي مع الدول وسائل للتنبؤ الجوي في المستقبل؛
3. لتنظيم عمليات التقييم لدعم صياغة السياسات البيئية.

## الأهداف
ويسترشد برنامج مراقبة الغلاف الجوي العالمي بنسبة 8 أهداف إستراتيجية:
- لتحسين القياسات برنامج لتحسين التغطية الجغرافية والزمنية وبالقرب من قدرة على الرصد في الوقت الحقيقي؛
- لإكمال ضمان الجودة / نظام لمراقبة الجودة؛
- لتحسين توافر البيانات وتعزيز استخدامها؛
- لتحسين الاتصالات والتعاون بين جميع مكونات ومراقبة الغلاف الجوي العالمي مع المجتمع العلمي؛
- تحديد وتوضيح الأدوار المتغيرة للمكونات مراقبة الغلاف الجوي العالمي؛
- للحفاظ على الحاضر وطلب الدعم والتعاون الجديدة لبرنامج مراقبة الغلاف الجوي العالمي؛
- لتكثيف بناء القدرات في البلدان النامية؛
- لتعزيز قدرات الوطنية للأرصاد الجوية والهيدرولوجيا في تقديم نوعية الهواء في المناطق الحضرية الخدمات البيئية.

وعلاوة على ذلك، يسعى هذا البرنامج ليس فقط لفهم التغيرات في الغلاف الجوي للأرض، ولكن أيضا على التنبؤ بها، ومراقبة ولعل الأنشطة البشرية التي تسبب لهم.